# Fraxinisaura rozynekae
Fraxinisaura rozynekae — викопний вид плазунів в інфракласі лепідозавроморфи (Lepidosauromorpha), що існував у ранньому тріасі, 240 млн років тому.

## Скам'янілості
Викопні рештки плазуна знайдені у відкладеннях Ерфуртської геологічної формації у землі Баден-Вюртемберг на півдні Німеччини. Описаний по частковому скелеті у 2018 році. Вважається базальним представником лепідозавроморфів.